# Nosso Amiguinho

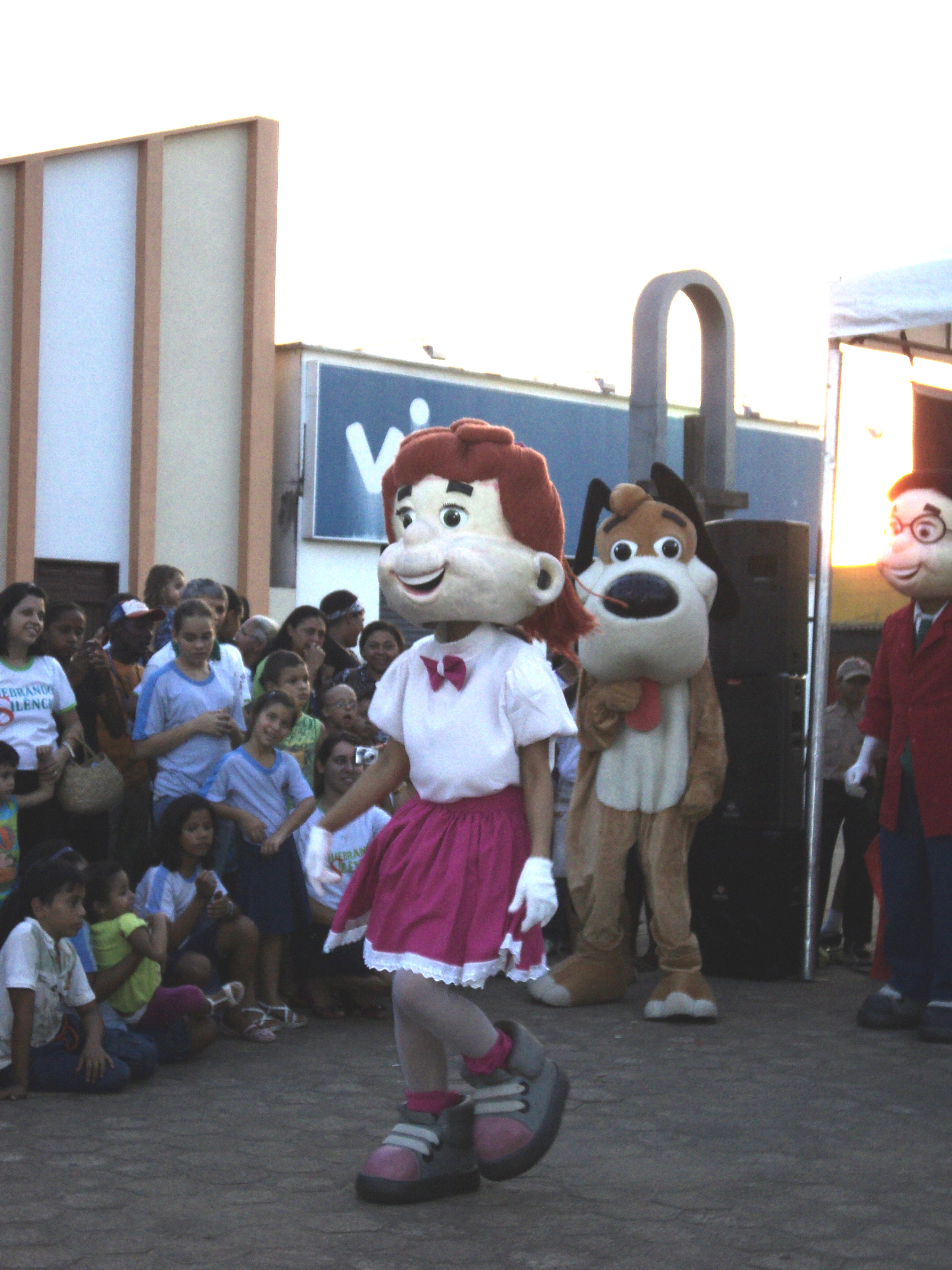
Personagens da Turma do Nosso Amiguinho

Nosso Amiguinho é uma revista educativa brasileira, publicada mensalmente pela Casa Publicadora Brasileira, editora pertencente à Igreja Adventista do Sétimo Dia.
Atualmente, vários produtos da marca Nosso Amiguinho, além da revista, foram lançados no mercado, tais como livros, cadernos, mochilas, bíblias, animações, brinquedos, fantoches, pelúcias, entre outros.

## História
Criada em dezembro de 1952, sob a denominação "Número Especial de Propaganda", teve sua primeira edição oficialmente lançada em julho de 1953, editada por Miguel J. Malty. O editor contou com colaborações especiais de D. Christman e R. E. Adams. 
Inicialmente, as primeiras edições de Nosso Amiguinho eram impressas em uma única cor, variando a tonalidade a cada edição. As cores foram sendo incluídas ao longo dos anos. Em 1972, os personagens que passaram a ser conhecidos como a "Turma do Noguinho" foram elaborados pelo editor Ivan Schimidt e desenhados pelo ilustrador uruguaio Heber Pintos. Em 1986, a revista passou a ser publicada em Portugal.
Em 2010, a editora americana Review and Herald Publishing Association lançou a versão em inglês da revista, com o nome de My Best Friends Magazine.
Em 2017 a turma foi reformulada, sendo aderido novo traço para os personagens, além de mudanças significativas nas roupas e penteados.

## Personagens
- Noguinho
- Cazuza
- Luísa
- Sabino
- Quico
- Gina
- Azeitona (cachorro)
- Mindinho (gato)

## Edições
| Edição   | Ano  | Mês       | Capa                                   | Tiragem |
| -------- | ---- | --------- | -------------------------------------- | ------- |
|          | 1994 | dezembro  |                                        |         |
|          | 1994 | novembro  |                                        |         |
|          | 1994 | outubro   |                                        |         |
|          | 1994 | setembro  |                                        |         |
|          | 1994 | agosto    |                                        |         |
|          | 1994 | julho     |                                        |         |
|          | 1994 | junho     |                                        |         |
|          | 1994 | maio      |                                        |         |
|          | 1994 | abril     |                                        |         |
|          | 1994 | março     |                                        |         |
|          | 1994 | fevereiro |                                        |         |
|          | 1994 | janeiro   |                                        |         |
|          | 1993 | dezembro  |                                        |         |
|          | 1993 | novembro  |                                        |         |
|          | 1993 | outubro   |                                        |         |
|          | 1993 | setembro  |                                        |         |
|          | 1993 | agosto    |                                        |         |
|          | 1993 | julho     |                                        |         |
|          | 1993 | junho     |                                        |         |
|          | 1993 | maio      |                                        |         |
| 478      | 1993 | abril     | Uma fantástica viagem pelo céu         | 95.000  |
| 477      | 1993 | março     | O desperdício nosso de cada dia        | 95.000  |
| 476      | 1993 | fevereiro | Férias na praia de Guarapari           | 100.000 |
| 475      | 1993 | janeiro   | Uma visita aos Correios                | 95.000  |
| 474      | 1992 | dezembro  | Sonho de Natal                         | 100.000 |
| 473      | 1992 | novembro  | Sabor de chocolate                     | 100.000 |
| 472      | 1992 | outubro   | Estátua do Gigante Vitalino            | 130.000 |
| 471      | 1992 | setembro  | ---                                    | -       |
| 470      | 1992 | agosto    | Dia do Estudante                       | 130.000 |
| 469      | 1992 | julho     | Sorvete 39 anos de Nosso Amiguinho     | 130.000 |
| 468      | 1992 | junho     | Salvemos os Rios                       | 155.000 |
| 467      | 1992 | maio      | Caminho do Mar - Cubatão               | 155.000 |
| 466      | 1992 | abril     | Muito pano para mangas                 | 155.000 |
| 465      | 1992 | março     | Colhendo Frutas                        | 150.000 |
| 464      | 1992 | fevereiro | Concurso Mestre-Cuca                   | 155.000 |
| 463      | 1992 | janeiro   | Viagem ao mundo da fotografia          | 155.000 |
| 462      | 1991 | dezembro  | O Papai Noel da turminha               | 155.000 |
| 461      | 1991 | novembro  | O menino da orquestra                  | 155.000 |
| 460      | 1991 | outubro   | Caravela                               | 155.000 |
| 459      | 1991 | setembro  | Especial: A independência do Brasil    | 150.000 |
| 459      | 1991 | setembro  | Casa de Árvore                         | 150.000 |
| 458      | 1991 | agosto    | Aventura Inca                          | 150.000 |
| 457      | 1991 | julho     | Brincar é coisa séria                  | 150.000 |
| 456      | 1991 | junho     | Montando uma Quitanda                  | 150.000 |
| 455      | 1991 | maio      | Flores para a Mamãe                    | 150.000 |
| 454      | 1991 | abril     | Olimpíadas Nosso Amiguinho             | 150.000 |
| 453      | 1991 | março     | Alface gigante                         | 150.000 |
| 451(451) | 1991 | fevereiro | Cisne Rosa                             | 150.000 |
| 451(450) | 1991 | janeiro   | ... de Andorinha                       | 145.000 |
| 450      | 1990 | dezembro  | Cantando no Natal                      | 145.000 |
| 449      | 1990 | novembro  | Passeio no museu                       | 145.000 |
| 448      | 1990 | outubro   | Mesa de frutas                         | 145.000 |
| 447      | 1990 | setembro  | Independência                          | 135.000 |
| 446      | 1990 | agosto    | A hora do conto                        | 145.000 |
| 445      | 1990 | julho     | A cidade Boca Limpa                    | 135.000 |
| 444      | 1990 | junho     | Brasil na Copa do Mundo                | -       |
| 443      | 1990 | maio      | Metrô                                  | -       |
| 442      | 1990 | abril     | Locomotiva a vapor                     | 155.000 |
| 441      | 1990 | março     | Noguinho fotógrafo                     | -       |
| 440      | 1990 | fevereiro | Carro antigo                           | -       |
| 439      | 1990 | janeiro   | Dia de vacinação                       | -       |
| 438      | 1989 | dezembro  | Uma árvore de natal viva               | -       |
| 437      | 1989 | novembro  | A turma em Poços de Caldas             | -       |
| 436      | 1989 | outubro   | Aventura no "sete mares"               | -       |
| 435      | 1989 | setembro  | Dirigindo com classe e segurança       | 135.000 |
| 434      | 1989 | agosto    | Brincando no carrossel                 | 135.000 |
| 433      | 1989 | julho     | Explorando o espaço                    | 135.000 |
| 432      | 1989 | junho     | Visita ao Butantan                     | -       |
| 431      | 1989 | maio      | A velha Remington                      | -       |
| 430      | 1989 | abril     | Segurança começa em casa               | 135.000 |
| 429      | 1989 | março     | Galopando com a turma do noguinho      | 140.000 |
| 428      | 1989 | fevereiro | Fora com a dor de dente                | 155.000 |
| 427      | 1989 | janeiro   | Fernando de Noronha                    | 170.000 |
| 426      | 1988 | dezembro  | Marinheiros de primeira viagem         | 170.000 |
| 425      | 1988 | novembro  | A turminha adota a bicicleta           | 170.000 |
| 424      | 1988 | outubro   | Dia dos animais                        | 155.000 |
| 423      | 1988 | setembro  | Passeando em Itu                       | 200.000 |
| 422      | 1988 | agosto    | Um presente para o papai               | 170.000 |
| 421      | 1988 | julho     | 35 anos de Nosso Amiguinho             | 200.000 |
| 420      | 1988 | junho     | As maravilhas do corpo humano          | 200.000 |
| 419      | 1988 | maio      | Nova sede do Clubinho                  | 200.000 |
| 418      | 1988 | abril     | O livro do Sabino                      | 250.000 |
| 417      | 1988 | março     | O museu do relógio                     | 200.000 |
| 416      | 1988 | fevereiro | Volta à escola                         | 205.000 |
| 415      | 1988 | janeiro   | Viagem através do Brasil               | 205.000 |
| 414      | 1987 | dezembro  | Presente de Natal                      | 200.000 |
| 413      | 1987 | novembro  | ---                                    |         |
| 412      | 1987 | outubro   | Saltando de para-quedas                | 250.000 |
| 411      | 1987 | setembro  | Nós somos os desbravadores             | 250.000 |
| 410      | 1987 | agosto    | Salve o dia dos Pais                   | 250.000 |
| 409      | 1987 | julho     | Caldo de Cana Sabino's                 | 250.000 |
| 408      | 1987 | junho     | Os papeis do Cazuza                    | 250.000 |
| 407      | 1987 | maio      | De olho nas estrelas                   | 250.000 |
| 406      | 1987 | abril     | ---                                    |         |
| 405      | 1987 | março     | ---                                    |         |
| 404      | 1987 | fevereiro | ---                                    |         |
| 403      | 1987 | janeiro   | ---                                    |         |
| 391-402  | 1986 |           | ---                                    |         |
| 379-390  | 1985 |           | ---                                    |         |
| 367-378  | 1984 |           | ---                                    |         |
| 355-366  | 1983 |           | ---                                    |         |
| 343-354  | 1982 |           | ---                                    |         |
| 331-342  | 1981 |           | ---                                    |         |
| 330      | 1980 | dezembro  | ---                                    |         |
| 329      | 1980 | novembro  | ---                                    |         |
| 328      | 1980 | outubro   | ---                                    |         |
| 327      | 1980 | setembro  | ---                                    |         |
| 326      | 1980 | agosto    | ---                                    |         |
| 325      | 1980 | julho     | ---                                    |         |
| 324      | 1980 | junho     | ---                                    |         |
| 323      | 1980 | maio      | ---                                    |         |
| 322      | 1980 | abril     | ---                                    |         |
| 321      | 1980 | março     | O Mundo das Abelhas *                  |         |
| 320      | 1980 | fevereiro | ---                                    |         |
| 319      | 1980 | janeiro   | ---                                    |         |
| 318      | 1979 | dezembro  | ---                                    |         |
| 317      | 1979 | novembro  | ---                                    |         |
| 316      | 1979 | outubro   | Sobre a Arte *                         |         |
| 315      | 1979 | setembro  | ---                                    |         |
| 314      | 1979 | agosto    | ---                                    |         |
| 313      | 1979 | julho     | ---                                    |         |
| 312      | 1979 | junho     | ---                                    |         |
| 311      | 1979 | maio      | ---                                    |         |
| 310      | 1979 | abril     | ---                                    |         |
| 309      | 1979 | março     | ---                                    |         |
| 308      | 1979 | fevereiro | ---                                    |         |
| 307      | 1979 | janeiro   | Sinais de trânsito                     |         |
| 306      | 1978 | dezembro  | A noite das noites                     |         |
| 305      | 1978 | novembro  | A invenção do telegrafo                |         |
| 304      | 1978 | outubro   | O Urso e a banda                       |         |
| 303      | 1978 | setembro  | ---                                    |         |
| 302      | 1978 | agosto    | ---                                    |         |
| 301      | 1978 | julho     | Especial: Giannini aula de violão      |         |
| 301      | 1978 | julho     | Menino de Skate                        |         |
| 300      | 1978 | junho     | A cabana da árvore                     |         |
| 299      | 1978 | maio      | A História da Bicicleta *              |         |
| 298      | 1978 | abril     | Ovo de Páscoa de carrinho de bebê *    |         |
| 297      | 1978 | março     | Prédio da Escola                       |         |
| 296      | 1978 | fevereiro | História da Imprensa                   |         |
| 295      | 1978 | janeiro   | ---                                    |         |
| 294      | 1977 | dezembro  | ---                                    |         |
| 293      | 1977 | novembro  | **** /// ****                          |         |
| 292      | 1977 | outubro   | ---                                    |         |
| 291      | 1977 | setembro  | Voando de Balão*                       |         |
| 290      | 1977 | agosto    | Homenagem aos pais*                    |         |
| 289      | 1977 | julho     | 25 anos de Nosso Amiguinho *           |         |
| 288      | 1977 | junho     | Os gigantes de pedra                   |         |
| 287      | 1977 | maio      | Música clássica                        |         |
| 286      | 1977 | abril     | Os meios de transporte *               |         |
| 285      | 1977 | março     | ---                                    |         |
| 284      | 1977 | fevereiro | ---                                    |         |
| 283      | 1977 | janeiro   | ---                                    |         |
| 282      | 1976 | dezembro  | Árvore de Natal                        |         |
| 281      | 1976 | novembro  | O Dia do Bandeirante                   |         |
| 280      | 1976 | outubro   | 14 Bis                                 |         |
| 279      | 1976 | setembro  | Bandeiras                              |         |
| 278      | 1976 | agosto    | O dia do folclore *                    |         |
| 277      | 1976 | julho     | ---                                    |         |
| 276      | 1976 | junho     | A vaca fujona                          |         |
| 275      | 1976 | maio      | O sentido da visão                     |         |
| 274      | 1976 | abril     | A primeira ferrovia no brasil          |         |
| 273      | 1976 | março     | Calhambeque de estimação               |         |
| 272      | 1976 | fevereiro | Alpinismo                              |         |
| 271      | 1976 | janeiro   | Encontrando Petróleo *                 |         |
| 270      | 1975 | dezembro  | Perdidos na floresta                   |         |
| 269      | 1975 | novembro  | O Aleijadinho                          |         |
| 268      | 1975 | outubro   | ---                                    |         |
| 267      | 1975 | setembro  | Soldadinho da independência            |         |
| 266      | 1975 | agosto    | Menino dá flores                       |         |
| 265      | 1975 | julho     | Toureiro de cachorro                   |         |
| 264      | 1975 | junho     | Menina e o porta-calendário            |         |
| 263      | 1975 | maio      | Salve o Dia do Trabalhador             |         |
| 262      | 1975 | abril     | História do Automóvel *                |         |
| 261      | 1975 | março     | Olhando formigas com uma lupa *        |         |
| 260      | 1975 | fevereiro | ---                                    |         |
| 259      | 1975 | janeiro   | ---                                    |         |
| 258      | 1974 | dezembro  | Presente de Natal no quarto *          |         |
| 257      | 1974 | novembro  | ---                                    |         |
| 256      | 1974 | outubro   | ---                                    |         |
| 255      | 1974 | setembro  | Sonhando com a árvore crescida *       |         |
| 254      | 1974 | agosto    | ---                                    |         |
| 253      | 1974 | julho     | ---                                    |         |
| 252      | 1974 | junho     | Diga NÃO à Poluição                    |         |
| 251      | 1974 | maio      | ---                                    |         |
| 250      | 1974 | abril     | Dia 7 de abril é o Dia da Saúde        |         |
| 249      | 1974 | março     | A Fundação da cidade do Rio de Janeiro |         |
| 248      | 1974 | fevereiro | ---                                    |         |
| 247      | 1974 | janeiro   | Bebê com faixa "Salve 74"              |         |
| 246      | 1973 | dezembro  | Camelo na terra do menino Jesus *      |         |
| 245      | 1973 | novembro  | ---                                    |         |
| 244      | 1973 | outubro   | Voando no Balão *                      |         |
| 243      | 1973 | setembro  | **** /// ****                          |         |
| 242      | 1973 | agosto    | ---                                    |         |
| 241      | 1973 | julho     | Astronauta *                           |         |
| 240      | 1973 | junho     | Guarda e o menino pixador              |         |
| 239      | 1973 | maio      | Pintor                                 |         |
| 238      | 1973 | abril     | Menino no alto da Caravela de Cabral   |         |
| 237      | 1973 | março     | Ensinando Papagaio a ler               |         |
| 236      | 1973 | fevereiro | Anastácia, A Galinha Amarela           |         |
| 235      | 1973 | janeiro   | ---                                    |         |
| 234      | 1972 | dezembro  | Dom Pedro II de papel                  |         |
| 233      | 1972 | novembro  | ---                                    |         |
| 232      | 1972 | outubro   | ---                                    |         |
| 231      | 1972 | setembro  | ---                                    |         |
| 230      | 1972 | agosto    | Macaco dançarino                       |         |
| 229      | 1972 | julho     | Menina brincando de professora         |         |
| 228      | 1972 | junho     | Casa de Redação e Publicação **?**     |         |
| 227      | 1972 | maio      | ---                                    |         |
| 226      | 1972 | abril     | Gauchinho a cavalo                     |         |
| 225      | 1972 | março     | ---                                    |         |
| 224      | 1972 | fevereiro | ---                                    |         |
| 223      | 1972 | janeiro   | ---                                    |         |
| 222      | 1971 | dezembro  | Papai Noel no escorrega                |         |
| 221      | 1971 | novembro  | ---                                    |         |
| 220      | 1971 | outubro   | ---                                    |         |
| 219      | 1971 | setembro  | ---                                    |         |
| 218      | 1971 | agosto    | Pequeno arquiteto*                     |         |
| 217      | 1971 | julho     | Brincando de Médico                    |         |
| 216      | 1971 | junho     | Trem de passeio *                      |         |
| 215      | 1971 | maio      | Menina de vermelho*                    |         |
| 214      | 1971 | abril     | Guarda e menino no triciclo *          |         |
| 213      | 1971 | março     | Noguinho com uma revista na mão *      |         |
| 212      | 1971 | fevereiro | Montando quebra-cabeça *               |         |
| 211      | 1971 | janeiro   | ---                                    |         |
| 210      | 1970 | dezembro  | Menino enrolado nas luzes de Natal     |         |
| 209      | 1970 | novembro  | ---                                    |         |
| 208      | 1970 | outubro   | ---                                    |         |
| 207      | 1970 | setembro  | ---                                    |         |
| 206      | 1970 | agosto    | ---                                    |         |
| 205      | 1970 | julho     | ---                                    |         |
| 204      | 1970 | junho     | Menino e Menina estudando              |         |
| 203      | 1970 | maio      | ---                                    |         |
| 202      | 1970 | abril     | ---                                    |         |
| 201      | 1970 | março     | ---                                    |         |
| 200      | 1970 | fevereiro | Menino brincando com um barquinho      |         |
| 199      | 1970 | janeiro   | Menina dando mama a um cachorro        |         |
| 198      | 1969 | dezembro  | **** /// ****                          |         |
| 197      | 1969 | novembro  | Menino dando banho em um cachorro      |         |
| 196      | 1969 | outubro   | Menina indígena                        |         |
| 195      | 1969 | setembro  | ---                                    |         |
| 194      | 1969 | agosto    | ---                                    |         |
| 193      | 1969 | julho     | Menina de Patins *                     |         |
| 192      | 1969 | junho     | ---                                    |         |
| 191      | 1969 | maio      | Menina com presentes                   |         |
| 190      | 1969 | abril     | Menino e um Cavalo                     |         |
| 189      | 1969 | março     | ---                                    |         |
| 188      | 1969 | fevereiro | ---                                    |         |
| 187      | 1969 | janeiro   | Menina regando flores                  |         |
| 186      | 1968 | dezembro  | ---                                    |         |
| 185      | 1968 | novembro  | ---                                    |         |
| 184      | 1968 | outubro   | Menino com uma flor                    |         |
| 183      | 1968 | setembro  | Tocando na banda*                      |         |
| 182      | 1968 | agosto    | Brincando com cabritos*                |         |
| 181      | 1968 | julho     | Menino pintando                        |         |
| 180      | 1968 | junho     | Roupas no varal *                      |         |
| 179      | 1968 | maio      | Menina dando mama para um bebê*        |         |
| 178      | 1968 | abril     | Fabricando um avião de brinquedo*      |         |
| 177      | 1968 | março     | Gueixa*                                |         |
| 176      | 1968 | fevereiro | Regando Flores*                        |         |
| 175      | 1968 | janeiro   | Menino fazendo bolinha de sabão        |         |
| 174      | 1967 | dezembro  | Um gato de presente de Natal *         |         |
| 173      | 1967 | novembro  | Menina fazendo bezerro dormir          |         |
| 172      | 1967 | outubro   | Duas meninas cozinhando                |         |
| 171      | 1967 | setembro  | Menino tocando trombone                |         |
| 170      | 1967 | agosto    | Menina na cama com Ursinhos            |         |
| 169      | 1967 | julho     | Menino e Cabrito                       |         |
| 168      | 1967 | junho     | Menino e pato*                         |         |
| 167      | 1967 | maio      | Mãe e filha na cozinha                 |         |
| 166      | 1967 | abril     | Roubando sorvete*                      |         |
| 165      | 1967 | março     | Menina e Coelho da Páscoa*             |         |
| 164      | 1967 | fevereiro | Regando flores                         |         |
| 163      | 1967 | janeiro   | Comendo Milho Verde                    |         |
| 162      | 1966 | dezembro  | Enfeitando Árvore de Natal             |         |
| 161      | 1966 | novembro  | Vendedor de balão*                     |         |
| 160      | 1966 | outubro   | Menina com um cofrinho*                |         |
| 159      | 1966 | setembro  | Banda da Independência                 |         |
| 158      | 1966 | agosto    | Ninho de passarinhos *                 |         |
| 157      | 1966 | julho     | Boletim de Notas                       |         |
| 156      | 1966 | junho     | Menino Pintor *                        |         |
| 155      | 1966 | maio      | Menina com guarda-sol de gueixa *      |         |
| 154      | 1966 | abril     | Menina com gatos *                     |         |
| 153      | 1966 | março     | Menino com duas morangas *             |         |
| 152      | 1966 | fevereiro | Correndo para a escola *               |         |
| 151      | 1966 | janeiro   | Dando mama para um terneiro *          |         |
| 150      | 1965 | dezembro  | Natal *                                |         |
| 149      | 1965 | novembro  | Menino e menina no triciclo *          |         |
| 148      | 1965 | outubro   | Brincando de médico *                  |         |
| 147      | 1965 | setembro  | Menina de chapéu cor-de-rosa *         |         |
| 146      | 1965 | agosto    | Menina cheirando uma flor *            |         |
|          | 1965 | julho     | ---                                    |         |
|          | 1965 | junho     | ---                                    |         |
|          | 1965 | maio      | ---                                    |         |
|          | 1965 | abril     | ---                                    |         |
|          | 1965 | março     | ---                                    |         |
|          | 1965 | fevereiro | ---                                    |         |
|          | 1965 | janeiro   | ---                                    |         |
|          | 1964 | dezembro  | ---                                    |         |
|          | 1964 | novembro  | ---                                    |         |
|          | 1964 | outubro   | ---                                    |         |
|          | 1964 | setembro  | ---                                    |         |
|          | 1964 | agosto    | ---                                    |         |
|          | 1964 | julho     | ---                                    |         |
|          | 1964 | junho     | ---                                    |         |
|          | 1964 | maio      | ---                                    |         |
|          | 1964 | abril     | ---                                    |         |
|          | 1964 | março     | ---                                    |         |
|          | 1964 | fevereiro | ---                                    |         |
|          | 1964 | janeiro   | ---                                    |         |
|          | 1963 | dezembro  | ---                                    |         |
|          | 1963 | novembro  | ---                                    |         |
|          | 1963 | outubro   | ---                                    |         |
|          | 1963 | setembro  | ---                                    |         |
|          | 1963 | agosto    | ---                                    |         |
|          | 1963 | julho     | ---                                    |         |
|          | 1963 | junho     | ---                                    |         |
|          | 1963 | maio      | ---                                    |         |
|          | 1963 | abril     | ---                                    |         |
|          | 1963 | março     | ---                                    |         |
|          | 1963 | fevereiro | ---                                    |         |
|          | 1963 | janeiro   | ---                                    |         |
|          | 1962 | dezembro  | ---                                    |         |
|          | 1962 | novembro  | ---                                    |         |
|          | 1962 | outubro   | ---                                    |         |
|          | 1962 | setembro  | ---                                    |         |
|          | 1962 | agosto    | ---                                    |         |
|          | 1962 | julho     | ---                                    |         |
|          | 1962 | junho     | ---                                    |         |
|          | 1962 | maio      | ---                                    |         |
|          | 1962 | abril     | ---                                    |         |
|          | 1962 | março     | ---                                    |         |
|          | 1962 | fevereiro | ---                                    |         |
|          | 1962 | janeiro   | ---                                    |         |
|          | 1961 | dezembro  | ---                                    |         |
|          | 1961 | novembro  | ---                                    |         |
|          | 1961 | outubro   | ---                                    |         |
|          | 1961 | setembro  | ---                                    |         |
|          | 1961 | agosto    | ---                                    |         |
|          | 1961 | julho     | ---                                    |         |
|          | 1961 | junho     | ---                                    |         |
| 95       | 1961 | maio      | ---                                    |         |
| 94       | 1961 | abril     | Menino marinheiro *                    |         |
|          | 1961 | março     | ---                                    |         |
|          | 1961 | fevereiro | ---                                    |         |
|          | 1961 | janeiro   | ---                                    |         |
| ...      |      |           |                                        |         |